# 성사집

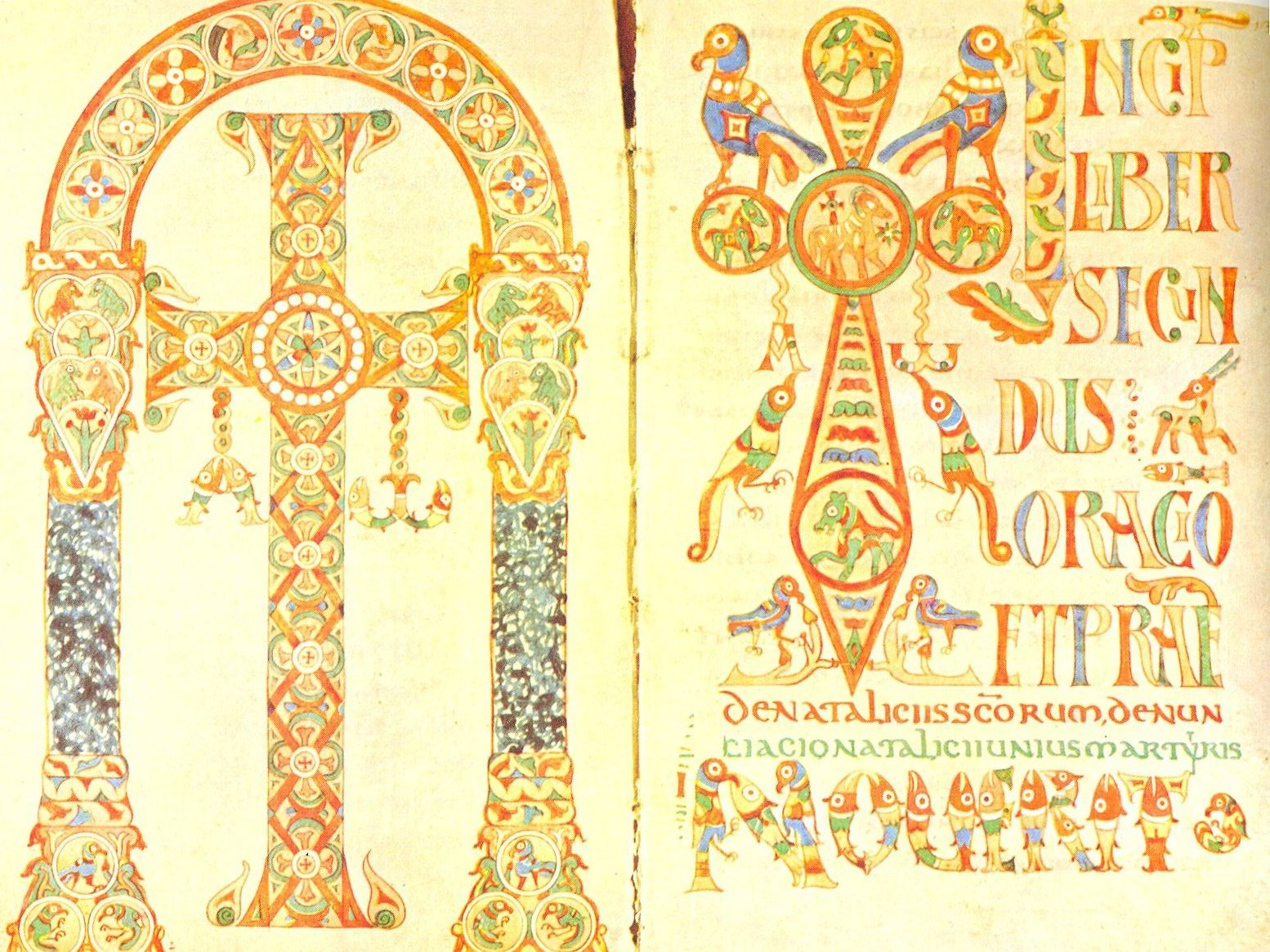
젤라시오 성사집, 약 750년.

성사집(Sacramentarium)은 전례서의 하나로, 주로 가톨릭교회의 미사 전례와 성사 전례에서 사용하는 기도문들을 모아 놓은 책이며, 이는 집전자들, 곧 주교와 신부들이 사용하는 책이다.

## 역사

### 초기
초대교회에서는 각 미사나 성사 때마다 사용한 기도문을 낱장의 종이에 기록하였으며, 이를 모은 책을 기도문집(libelli)라고 부른다. 그 후 이 기도문들이 수집되어 책의 형태를 갖추게 되었다. 이 책은 집전자들이 미사(성체 성사)와 다른 성사들을 거행하는 데 필요한 기도문과 전례문을 담고 있어서 성사집(Sacramentarium)이라 불리게 되었다. 본격적인 성사집의 출현을 예고하는 것은 한때 '레오 성사집'으로 알려진 '베로나 성사집'이다.

### 젤라시오 성사집
로마 가톨릭교회에서 가장 오래된 본격적인 성사집은 '젤라시오 성사집'(Sacramentarium Gelasianum)이다. 이는 7-8세기의 필사본으로, 오늘날 Codice Vaticano reginense latino 316으로 분류되어 바티칸 도서관에 소장되어 있다. 1680년에 토마시 추기경이 그 내용을 출판하였다. 후대에 이를 토대로 하여 다른 성사집들과 혼합하여 생성된 '8세기의 젤라시오 성사집'과 구별하기 위해서 필요한 경우에는, '옛 젤라시오 성사집'이라고 부른다.

### 그레고리오 성사집
유명한 또 다른 성사집은 그레고리오 성사집이다. 이 성사집의 내용은 오늘날 수많은 필사본들을 통하여 전해진다. 많은 학자들이 수용하고 있는 견해에 따르면 수많은 필사본들은 하나의 동일한 원천 곧 교황 그레고리오(590-604년)의 이름을 붙인 성사집에서 유래한다. 그러나 사실은 교황 오노리오 1세(625-638년)에 편집된 것이다. 일반적으로 그레고리오 성사집은 젤라시오 성사집과 비교하여 3가지 큰 특징으로 구별된다.
- 그레고리오 성사집은 각 권으로 구분되지 않았다.[2]
- 봉헌 기도(예물 기도) 앞에 단 하나의 기도문(본기도)만 있다.
- '순회지'(Statio), 곧 교황이 특정 전례일에 전례를 거행하기로 정해놓은 성당을 축일명 아래에 밝혀 놓았다.

전체적으로 젤라시오 성사집과 비교할 때 그레고리오 성사집은 더 단순하고 내용이 덜 풍부한 편이다.
그레고리오 성사집의 두 가지 주요 형태는:
- 하드리아노의 그레고리오 성사집(Sacramentorum Gregorianum Hadrianum)
- 파도바의 그레고리오 성사집(Sacramentorium Gregorianum Paduense: 680-685년경 집필되었다. 그러므로 교황 그레고리오와 80년 차이 난다.).

첫 번째로, 하드리아노의 그레고리오 성사집은 교황 하드리아노 1세(772-795가 샤를 마뉴의 요청을 받아들여, 그에게 보낸 그레고리오 성사집의 원본에서 필사한 것들이다. 사실 8세기 말엽 샤를 마뉴는 자신의 제국을 통일할 목적으로 로마 전례를 자신이 정복한 모든 영토에 유일한 공통 전례로 도입하고자 하였다. 그리하여 그는 로마 사도좌의 전례를 담고 있는 성사집을 교황 하드리아노 1세에게 요청한 것이다. 이렇게 보내진 것은 교황 하드리아노의 시대에 사용하던 그대로의 그레고리오 성사집이었다. 이미 옛 그레고리오 성사집에 비교하여 여러 부분에서 수정되었을 것이지만, 프랑크 왕국의 실정에 맞추어 최종적으로 적응시키고 수정할 필요가 있었다. 이러한 적응은 왕실 전속 전례학자 알퀸에 의하여 이루어졌다. 그는 로마에서 받은 그레고리오 성사집에 이러한 부가한 일련의 적응 부분을 마치 부록처럼 덧붙였다.
알퀸의 부록편에 의하여 기도문이 더욱 풍성해지는 행운을 누렸다. 곧 9세기 이후에는 성사집을 새로 편집할 때마다 부록편에서 많은 기도문들이 발췌되어 본편에서 고유한 자기 자리를 차지하게 되었다. 옛 그레고리오 성사집과 부록편의 전례문들이 완전히 혼합되는 현상이 나타난 것이다(10세기).
두 번째로, 파도바의 그레고리오 성사집은 9세기 중반에 리에주에서 편집된 것으로, 그 이후 베로나로 옮아와서, 10세기와 11세기의 내용이 덧붙여져 있다.

### 8세기의 젤라시오 성사집
8세기의 젤라시오 성사집은 앞에서 다룬 '옛 젤라시오 성사집'을 그 원천으로 하지만, 다른 여러 성사집과 동일하게, 로마에서 알프스 산맥 이북으로 옮겨져, 그 성사집을 받아들인 지역 교회의 실정에 맞추어 매우 광범위한 적응의 과정을 겪게 된 성사집들이다. 이렇게 젤라시오 성사집을 바탕으로 복잡한 혼합의 과정을 거친 성사집들을 '8세기의 젤라시오 성사집'이라고 부른다.